# 消防学校
消防学校（しょうぼうがっこう）とは、消防職員（消防吏員）及び消防団員を教育・訓練する施設。消防業務に携わる職員の教育訓練を実施する機関。消防吏員の訓練機関は様々な国に設置されているが、ここでは特にことわりがない限り日本の消防における消防学校について述べる。なお学歴による採用区分はなく全員が同じ教場で学ぶ。初任教育の養成期間は、基本的には6ヶ月である。

## 概要

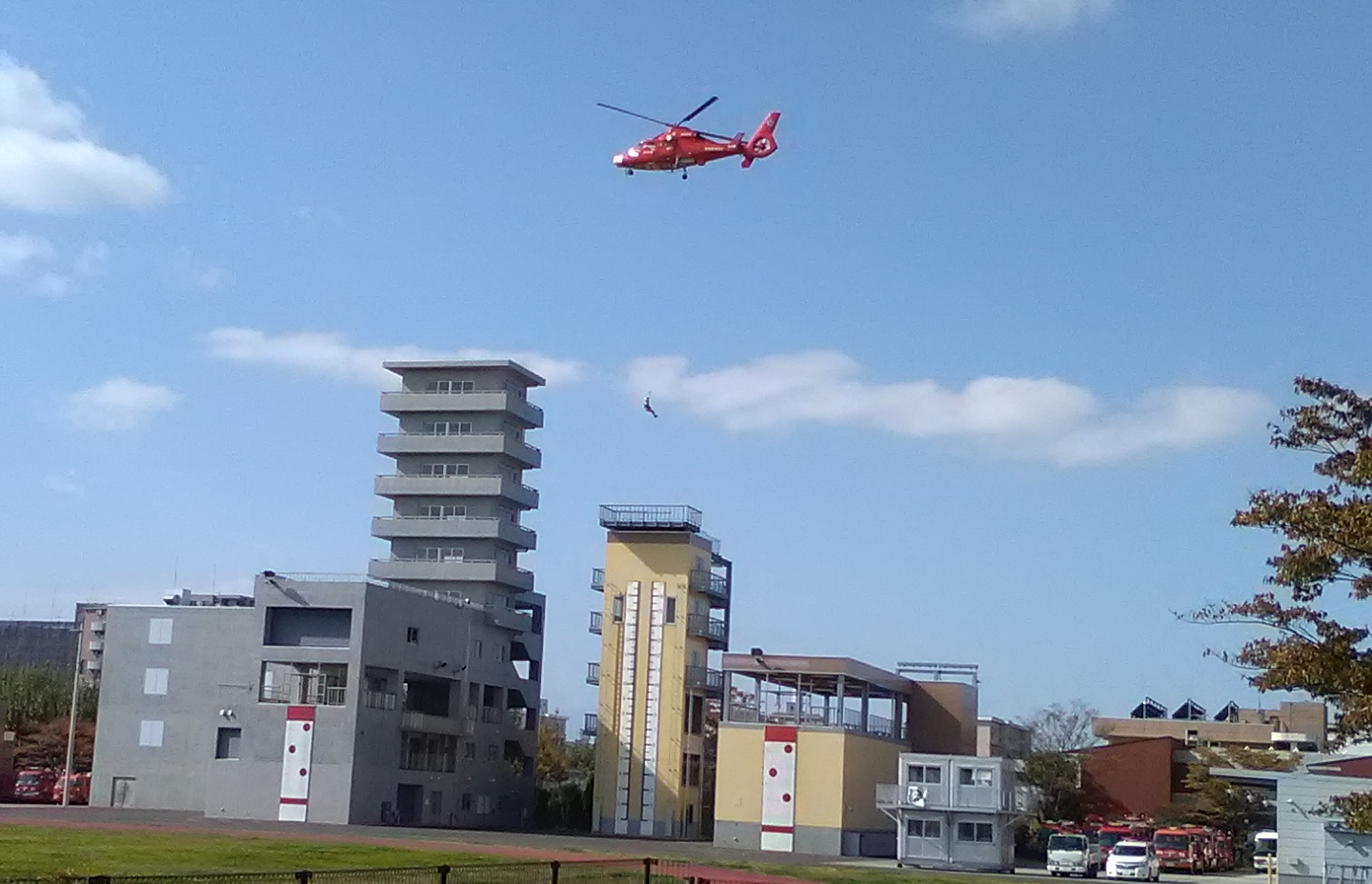
宮城県消防学校で行われた県防災航空隊の訓練

消防学校には、道府県が設置する道府県消防学校、政令指定都市が設置する政令指定都市消防学校がある。道府県、政令指定都市の消防学校は消防組織法第51条第1項及び第2項、ならびに各自治体の条例を設置根拠規定とする。
この他、総務省消防庁には消防大学校（消防組織法第5条）が設置されている。
なお、東京消防庁消防学校は、消防組織法に規定される消防学校ではなく、法的には東京消防庁の内部機関であり、東京都に設置される消防組織法に基づく消防学校は、東京都消防訓練所である。
「学校」と名が付いているが、学校教育法（昭和22年法律第26号）に定める学校ではなく、消防組織法第51条に基づく施設であり、消防吏員・消防職員・消防団員に対する研修事務が主内容である。入校中の初任学生も所属員であることから、地方公務員法に基づき給与が支給される。消防学校での初任教養・初任総合教養を修了し現場での職務に就いた後も、本人の希望や担当する職務により研修を受けることを命じられる場合がある（現任教養・専科教養などといわれる）。単に「消防学校」といった場合は、都道府県や政令指定都市の消防学校を指す場合が多い。消防内部では「消校」、「消学」、「学校」などと略称される。
各種訓練や体育のため広いグラウンドが確保されており、消防防災ヘリコプターの訓練やドクターヘリのランデブーポイントとしても利用されている。

## 教育

### 初任教育
初任科
新規採用後原則として約6か月（自治体及び学歴によって期間が異なる場合がある）全寮制で行われる新人教育のための研修である。
初任科生の身分
学生ではあるが、地方公務員たる消防吏員であることに変わりないため、給与、各種手当等が要件に応じて支給される。
初任科教養
消防行政実施上必要となる座学、地方公務員として必要となる座学、体力錬成、消火作業に必要となる資器材の取扱訓練、消火活動訓練、心肺蘇生法等々、主に座学と訓練に分かれカリキュラムが実施されていく。
消防学校での生活
起床→人員点呼及び朝の体力練成→清掃→朝食→服装点検及び国旗掲揚→午前のカリキュラム→昼食・昼休憩→午後のカリキュラム→清掃→夕食→自由時間→人員点呼→消灯・就寝。以上が基本的な1日の流れである。原則として土日祝日は各々自宅に帰ることが許される。
卒業
卒業後は各々自分の所属する消防本部に戻り、消防業務、救急業務、救助業務等に従事することとなる。ほとんどの場合は消防業務に従事することが多い。

### 現任教育
専科教育
現役の消防吏員が警防・予防・査察・火災調査・救急・救助に関する専門的な知識や技術を修得する過程。
- 警防科：警防業務に係る専門的な知識・技術を習得して、災害現場で消防戦術を指揮できる職員を養成する課程。
- 救助科：火災や交通事故など様々な災害現場で救助活動を行う、救助隊員として必要な知識と技術を教育訓練する課程。東京消防庁では特別救助技術研修と呼ばれる、特別救助隊員となる資格を得るための、厳しい選抜試験を通った者だけが参加できる課程がある。また、東京消防庁が水難救助隊を養成する水難救助技術研修や横浜市消防局が特別高度救助部隊を養成する特別高度救助科などさらに専門的な教育課程があり、消防大学校には緊急消防援助隊科高度救助・特別高度救助コースや航空隊長コースなどが設置されている。
- 救急科：救急隊員になるために必要な救急医学の基礎、病態別応急処置、外傷処置等を学ぶ課程。救急救命士の資格を取得するための救急救命士養成所が併設している所もある。
- 予防科
- 特殊災害科
- 危険物科
- 火災調査科
- 予防査察科

幹部教育
- 上級幹部科
- 幹部科

特別教育
消防団員教育
各市町村の消防団員の教育訓練を行っている。

## 都道府県消防学校
都道府県消防学校は前述のとおり都道府県内の組織であるため、実際の組織形態や運用については各都道府県間で大きな差がある。従って、本項の内容は必ずしも全国全ての消防学校で共通した内容であるとは限らない。
都道府県の消防学校では、新任の消防吏員や職員（事務吏員・技術吏員）、消防団員に対し消防業務上必要な知識、技能などを修得させるための教育訓練を行うほか、現任の消防吏員や職員、消防団員に対して職務に必要な専門的知識や技能、指導能力、管理能力の教養、消防業務に関する研究を行う機関であり、各都道府県に1校置かれている。

### 東京都における消防学校
消防組織法の規定に基づいて東京都が設置している消防学校は、東京都総務局所管の東京都消防訓練所である。（東京都組織規程第31条および別表三－二－（二））
東京消防庁消防学校は、法的な位置づけとしては特別区の消防本部である東京消防庁の内部機関に過ぎないが、東京都消防訓練所長を東京消防庁消防学校長に兼任させる（東京都消防訓練所処務規程第3条）ことにより、両者を事実上一体的に運用している。

### 都道府県消防学校の所在地一覧
| 都道府県           | 所在地 （市区町村）                   | 外部リンク                   |
| ------------------ | ------------------------------------- | ---------------------------- |
| 北海道消防学校     | 江別市中央町16番地の1                 | 北海道消防学校               |
| 青森県消防学校     | 青森市大字新城字天田内183-3           | 青森県消防学校               |
| 岩手県消防学校     | 紫波郡矢巾町大字藤沢第3地割117番地の1 | 岩手県消防学校               |
| 宮城県消防学校     | 仙台市宮城野区安養寺3丁目15-18        | 宮城県消防学校               |
| 秋田県消防学校     | 由利本荘市岩城内道川字築館1-1         | 秋田県消防学校               |
| 山形県消防学校     | 東田川郡三川町大字横山字堤27-1        | 山形県消防学校               |
| 福島県消防学校     | 福島市荒井字仲沢7番地                 | 福島県消防学校               |
| 東京消防庁消防学校 | 渋谷区西原2丁目51番1号                | 東京消防庁消防学校           |
| 茨城県立消防学校   | 東茨城郡茨城町長岡4068                | 茨城県立消防学校             |
| 栃木県消防学校     | 宇都宮市中里町248                     | 栃木県消防学校               |
| 群馬県消防学校     | 前橋市田口町1473番地                  | 群馬県消防学校               |
| 埼玉県消防学校     | 鴻巣市袋30                            | 埼玉県消防学校               |
| 千葉県消防学校     | 市原市菊間783-1                       | 千葉県消防学校               |
| 神奈川県消防学校   | 厚木市下津古久280                     | 神奈川県消防学校             |
| 新潟県消防学校     | 新潟市西区曽和100番地1                | 新潟県消防学校               |
| 山梨県消防学校     | 中央市今福991                         | 山梨県消防学校               |
| 長野県消防学校     | 長野市篠ノ井東福寺2375-1              | 長野県消防学校               |
| 静岡県消防学校     | 静岡市清水区谷津町1丁目577-2          | 静岡県消防学校               |
| 富山県消防学校     | 富山市友杉1614                        | 富山県消防学校               |
| 石川県消防学校     | 金沢市東蚊爪町2丁目5                  | 石川県消防学校               |
| 福井県消防学校     | 福井市大畑町97-21-3                   | 福井県消防学校               |
| 岐阜県消防学校     | 各務原市川島小網町2151                | 岐阜県消防学校               |
| 愛知県消防学校     | 尾張旭市大字新居5182-1393             | 愛知県消防学校               |
| 三重県消防学校     | 鈴鹿市石薬師町452                     | 三重県消防学校               |
| 滋賀県消防学校     | 東近江市神郷町314番地                 | 滋賀県消防学校               |
| 京都府立消防学校   | 京都市南区上鳥羽塔ノ森下開ノ内21-3    | 京都府立消防学校             |
| 大阪府立消防学校   | 大東市平野屋1丁目4番1号               | 大阪府立消防学校             |
| 兵庫県消防学校     | 三木市志染町御坂1-19                  | 兵庫県消防学校               |
| 奈良県消防学校     | 宇陀市榛原区下井足17-2                | 奈良県消防学校               |
| 和歌山県消防学校   | 和歌山市冬野687-1                     | 和歌山県消防学校             |
| 鳥取県消防学校     | 米子市流通町1350                      | 鳥取県消防学校               |
| 島根県消防学校     | 松江市乃木福富町735-157               | 島根県消防学校               |
| 岡山県消防学校     | 岡山市東区瀬戸町肩脊1170番地          | 岡山県消防学校               |
| 広島県消防学校     | 広島市安佐北区倉掛2丁目33-2           | 広島県消防学校               |
| 山口県消防学校     | 山口市鋳銭司6440-1                    | 山口県 総務部 防災危機管理課 |
| 徳島県消防学校     | 板野郡北島町鯛浜字大西165             | 徳島県消防学校               |
| 香川県消防学校     | 高松市生島町689-11                    | 香川県消防学校               |
| 愛媛県消防学校     | 松山市勝岡町1163番地15                | 愛媛県消防学校               |
| 高知県消防学校     | 吾川郡いの町大内2030                  | 高知県消防学校               |
| 福岡県消防学校     | 嘉麻市牛隈1794番地                    | 福岡県消防学校               |
| 佐賀県消防学校     | 佐賀市兵庫町瓦町435-1                 | 佐賀県消防学校               |
| 長崎県消防学校     | 大村市森園町663-6                     | 長崎県消防学校               |
| 熊本県消防学校     | 上益城郡益城町大字惣領字西窪2167      | 熊本県消防学校               |
| 大分県消防学校     | 由布市挾間町向原769                   | 大分県消防学校               |
| 宮崎県消防学校     | 宮崎市大字郡司分210番地               | 宮崎県消防学校               |
| 鹿児島県消防学校   | 日置市東市来町長里1020-1              | 鹿児島県消防学校             |
| 沖縄県消防学校     | 中頭郡中城村字北上原910番地           | 沖縄県消防学校               |

## 政令指定都市
政令指定都市消防学校は前述のとおり政令指定都市内の組織であるため、実際の組織形態や運用については各政令指定都市間で大きな差がある。従って、本項の内容は必ずしも全国全ての消防学校で共通した内容であるとは限らない。
政令指定都市の消防学校では、新任の消防吏員や職員（事務吏員・技術吏員）、消防団員に対し消防業務上必要な知識、技能などを修得させるための教育訓練を行うほか、現任の消防吏員や職員、消防団員に対して職務に必要な専門的知識や技能、指導能力、管理能力の教養、消防業務に関する研究を行う機関であり、各政令指定都市8市に1校置かれている。都道府県消防学校との違いは、都道府県校では地域内全ての吏員候補生を受け入れているが、都市校では市消防局に勤務する職員だけを受け入れるところが特徴。

### 政令指定都市消防学校の所在地一覧
| 政令指定都市                                                                                 | 所在地 （市区町村）                | 外部リンク                 |
| -------------------------------------------------------------------------------------------- | ---------------------------------- | -------------------------- |
| 札幌市消防学校                                                                               | 札幌市西区八軒10条西13丁目         | 札幌市消防学校             |
| 千葉市消防学校                                                                               | 千葉市緑区平川町1513番地の1        | 千葉市消防学校             |
| 横浜市消防訓練センター                                                                       | 横浜市戸塚区深谷町777番地          | 横浜市消防訓練センター     |
| 名古屋市消防学校                                                                             | 名古屋市守山区下志段味2280-12      | 名古屋市消防学校           |
| 京都市消防学校（京都府立消防学校と一体運用。実質的には府と市の学校の統合化。）               | 京都市南区上鳥羽塔ノ森下開ノ内21-3 | 京都市消防活動総合センター |
| 大阪市消防局高度専門教育訓練センター（旧大阪市消防学校。大阪府立消防学校と統合し一体運用。） | 東大阪市三島2-5-43                 | 高度専門教育訓練センター   |
| 神戸市消防学校                                                                               | 神戸市北区ひよどり北町3-1          | 神戸市消防学校             |
| 福岡市消防学校                                                                               | 福岡市早良区西入部1丁目15-10       | 福岡市消防局               |

## 都道府県消防学校と政令指定都市消防学校の一本化
消防力の強化や二重行政の解消のために都道府県と政令指定都市の消防学校を統合して一本化する試みが行われている。
大阪府と大阪市では大阪市長の橋下徹が掲げていた大阪都構想の中に大阪府内の消防を一本化する「大阪消防庁構想」が盛り込まれていた。
そこで大阪消防庁の設置と二重行政の解消、消防体制強化のために平成26年4月1日に大阪府立消防学校と大阪市消防学校（大阪市消防局消防学校）を統合した。これにより大東市の府立消防学校の施設が大阪市を含めた大阪府全消防本部の初任科教育を担う消防学校（名称も変わらず）となり、東大阪市の旧大阪市消防学校が救助研修等の高等専門教育を担う高度専門教育訓練センターとなった。2014年4月4日に統合後初の入校式が行われた。
京都府と京都市も2014年11月14日に府内の消防力強化や京都府立消防学校の老朽化から八幡市の京都府立消防学校と京都市南区の京都市消防学校（京都市消防局消防学校）の統合を本格検討することで合意し、2015年9月11日に2017年度に府と市の消防学校を統合する方向で調整を進めることで合意した。2016年4月6日に京都市消防学校・京都府立消防学校合同入校式を実施し、平成29年4月5日より京都府立消防学校を京都市消防学校内へ移転し、共同化による共同教育を京都市消防学校において開始した。